# Ducado de Troppau
El Ducado de Opava o Ducado de Troppau (en alemán: Herzogtum Troppau, en checo: Opavské vévodství o Opavské knížectví) estaba situado durante siglos en torno a la ciudad de la Alta Silesia de Opava en la moderna República Checa. En los últimos cuatro siglos de su existencia, el Ducado perteneció a la Dinastía austríaca de los Habsburgo. Fue disuelto con el Imperio Habsburgo en 1918, pero el título de Duque de Troppau y Jägerndorf todavía existe, perteneciente a un monarca presente, Juan Adán II, Príncipe de Liechtenstein.
El ducado fue creado de una división de tierras del Margraviato de Moravia antes de 1269 por el rey Otakar II de Bohemia para mantener a su hijo natural, Nicolás I de Bohemia, como sería conocido en adelante, Opava no era así parte de la original provincia silesia polaca en 1138, y fue primero gobernada por una rama ilegítima de la bohemia Casa de Přemysl, no por los Piastas silesios como muchos de los vecinos Ducados de Silesia.

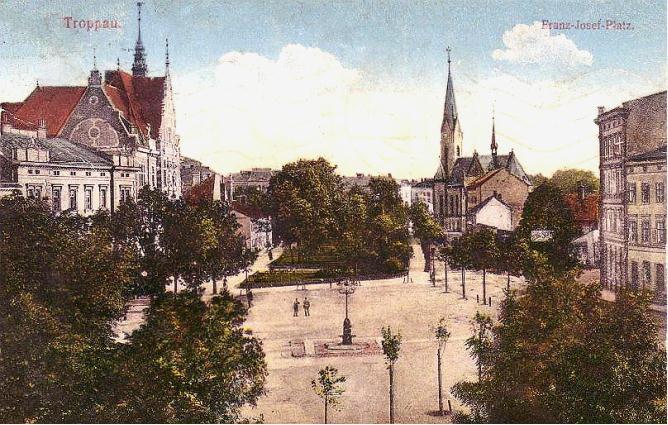
Troppau en 1900.

Después que la dinastía real Premyslida quedara extinta, la Casa de Luxemburgo ascendió al trono del Reino de Bohemia en 1310, el Ducado fue confirmado como feudo para Nicolás II Premislida por el rey Juan I de Bohemia, quien pronto tuvo que defenderse de tropas húngaras de Casimiro II de Polonia. Una conjunción con Silesia fue cumplida cuando el Duque Nicolás II se casó con Ana de Racibórz (Ratibor, Ratiboř); desde entonces gobernó ambos ducados en unión personal hasta su muerte en 1365, cuando su hijo mayor Juan I los sucedió.
En 1377, el Duque Juan I de nuevo separó Opava de los ducados de Racibórz y Krnov (Jägerndorf, Krnów) y los concedió a sus hermanos menores Nicolás III (†1394), Venceslao I (†1381) y Premislao (†1433). Desde entonces, el propietario de Opava cambió varias veces, principalmente debido a compras y particiones. Los hijos de Premislao vendieron sus partes al rey bohemio Jorge de Poděbrady para 1462; sus primos Premislidas sin embargo retuvieron Racibórz y Krnov. En 1465 el rey Jorge otorgó Opava a su segundo hijo Víctor, que también se convirtió en Duque de Münsterberg en 1462. Víctor a su vez tuvo que cederlo al bohemio antirrey Matías Corvino en 1485, quien instaló su hijo ilegítimo Juan como duque.
En 1506 el rey Vladislao II Jagellón de Bohemia concedió Opava al Duque Casimiro II de Cieszyn (Teschen), quien se había casado con una hija de Víctor y sostuvo el ducado hasta su muerte en 1528, después de la cual fue otra vez tomado por Bohemia. Mientras tanto en 1521, con la muerte del Duque Valentín de Racibórz, la línea de Opava de los Premyslidas se había finalmente extinguido y todas sus posesiones habían caído a la Corona Bohemia, que en 1526 pasó a la Monarquía Habsburgo. El Príncipe Carlos I de Liechtenstein fue investido con el Ducado de Troppau en 1614 por el emperador Matías de Habsburgo. Después de la Batalla de la Montaña Blanca de 1620 el Príncipe Carlos también adquirió el Ducado de Krnov, y desde entonces los jefes de la Casa Principesca de Liechtenstein llevan el título de Duque de Troppau y Jägerndorf.
En 1742, en el curso de la Primera Guerra Silesia y el Tratado de Breslau, el Ducado fue dividido una vez más, con la parte norte del río Opava incluyendo Głubczyce (Leobschütz, Hlubčice) y Hlučín (Hultschin) convirtiéndose en parte de Reino de Prusia. La parte sur con Krnov, Bruntál (Freudenthal), Fulnek y la misma Opava permanecieron como parte de la Silesia austríaca, tierras de la corona del Imperio austríaco desde 1804.
El Ducado austríaco de Troppau cesó su existencia cuando el Imperio austrohúngaro fue disuelto en 1918 y la región (Troppauer Land) incluyendo la ciudad se convirtió en parte de Checoslovaquia. La porción prusiana permaneció como una parte de la Silesia prusiana hasta 1945, cuando cayó dentro de Polonia de acuerdo con el Tratado de Potsdam.